# Neoscholastiek
De neoscholastiek is de herleving van de scholastieke filosofie en theologie in de 19de en 20ste eeuw.
Deze kreeg een beslissende stimulans door de encycliek Aeterni Patris (1879) van paus Leo XIII, waarin de neoscholastiek in de gedaante van het thomisme (neothomisme) als heersende denkrichting in de Katholieke Kerk werd geadopteerd. In 1882 werd in Leuven een leerstoel voor thomistische wijsbegeerte opgericht, met Désiré-Joseph Mercier als eerste titularis.
De bloeitijd van de neoscholastiek ligt in de eerste helft van de 20ste eeuw. Na de Tweede Wereldoorlog is de belangstelling voor de neoscholastieke filosofie op verschillende plaatsen vrij abrupt verflauwd ten voordele van andere inzichten zoals de Nouvelle Théologie.